# Schroeforchis
Schroeforchis (Spiranthes) is een wereldwijd voorkomend geslacht van terrestrische orchideeën.
Het geslacht dankt zijn naam aan de bloemstengel met spiraalvormig geplaatste bloemen.

## Naamgeving en etymologie
De botanische naam Spiranthes is een samenstelling van Oudgrieks σπεῖρα, speira (spiraal) en ἄνθος, anthos (bloem).

## Kenmerken
Schroeforchissen zijn meestal kleine, slanke planten, tot 35 cm hoog. Het zijn terrestrische, overblijvende planten (geofyten), die overwinteren met samengestelde peenvormige wortelknollen. De bladeren vormen meestal een rozet onderaan de bloemstengel. Ze zijn variabel van vorm, van breed ovaal tot lijn-lancetvormig. Soms verschijnen ze pas na de bloei. Hogerop zitten de bladeren als een schede om de stengel.
De bloemstengel staat rechtop, de buisvormige bloemen staan in spiraalvormige aar en zijn voorzien van schutbladen. De bloemen zijn wit, geel of lichtroze.

## Habitat
Schroeforchissen hebben geen specifiek voorkeursbiotoop. Ze komen zowel voor op graslanden als in bossen, zowel op zure als kalkrijke bodem. De meeste soorten gedijen goed bij wat verstoring in hun milieu.

## Verspreiding
Schroeforchissen zijn wereldwijd verspreid, voornamelijk in zones met een gematigde klimaat van het noordelijk halfrond: Europa, Noord-Afrika, Noord-Amerika en Azië, maar ook in Australië, Nieuw-Guinea, Zuid-Amerika en de Caraïben.

## Soorten
Het geslacht telt een dertigtal soorten waarvan één (vroeger twee) in België en Nederland voorkomt (in vet):
- Spiranthes aestivalis (Poir.) Rich. (1817) Zomerschroeforchis (West- en Midden-Europa, Noord-Afrika)
- Spiranthes angustilabris J.J.Sm. (1913) (Nieuw-Guinea)
- Spiranthes brevilabris Lindl. (1840) (Texas)
- Spiranthes casei Catling & Cruise (1974 publ. 1975) (oosten van Canada tot het noordoosten van de Verenigde Staten)
- Spiranthes cernua (L.) Rich. (1817) (oosten van Canada tot het midden en het oosten van de Verenigde Staten)
- Spiranthes delitescens Sheviak (1990) (Arizona)
- Spiranthes diluvialis Sheviak (1984) (Nebraska)
- Spiranthes eatonii Ames ex P.M.Br. (1999) (Texas)
- Spiranthes graminea Lindl. in G.Bentham (1840) (Arizona, Mexico, Honduras, Nicaragua)
- Spiranthes hongkongensis S.Y.Hu & Barretto (1976) (Hong Kong)
- Spiranthes infernalis Sheviak (1989) (Nevada)
- Spiranthes lacera (Raf.) Raf. (1833) (midden- en het oosten van Canada tot het midden en het oosten van de Verenigde Staten)
- Spiranthes laciniata (Small) Ames (1905) (New Jersey tot Texas)
- Spiranthes longilabris Lindl. (1840) (Texas)
- Spiranthes lucida (H.H.Eaton) Ames (1908) (zuidoosten van Canada; noorden, midden en oosten van de Verenigde Staten)
- Spiranthes magnicamporum Sheviak (1973) (zuiden van Canada tot het midden en het oosten van de Verenigde Staten)
- Spiranthes nebulorum Catling & V.R.Catling (1988) (Mexico, Guatemala)
- Spiranthes ochroleuca (Rydb.) Rydb. (1932) (zuidoosten van Canada tot het oosten Verenigde Staten)
- Spiranthes odorata (Nutt.) Lindl. (1840) (Oklahoma)
- Spiranthes ovalis Lindl. (1840) (Ontario tot het midden en het oosten van de Verenigde Staten)
- Spiranthes parksii Correll (1947) (Texas)
- Spiranthes porrifolia Lindl. (1840) (westen van de Verenigde Staten)
- Spiranthes praecox (Walter) S.Watson in A.Gray (1890) (New Jersey tot het oosten van Texas)
- Spiranthes pusilla (Blume) Miq. (1859) (Sumatra)
- Spiranthes romanzoffiana Cham. (1828) (Groot-Brittannië, Ierland, Subarctisch Amerika tot het noorden en het westen van de Verenigde Staten)
- Spiranthes sinensis (Pers.) Ames (1908) (Europees Rusland tot aan de Stille Oceaan, Borneo, Java, Sumatra, Filipijnen, Australië, Tasmanië, Nieuw-Zeeland, Nieuw-Guinea, Samoa, Vanuatu)
- Spiranthes spiralis (L.) Chevall. (1827) : Herfstschroeforchis (Europa, Middellands Zeegebied tot aan de westelijke Himalaya)
- Spiranthes torta (Thunb.) Garay & H.R.Sweet in R.A.Howard (1974) (Florida, Caraïben, Mexico, Centraal-Amerika)
- Spiranthes tuberosa Raf. (1833) (oosten en midden van de Verenigde Staten)
- Spiranthes vernalis Engelm. & A.Gray (1845) (Quebec, oosten en midden van de Verenigde Staten, Mexico, Guatemala, Bahama's)

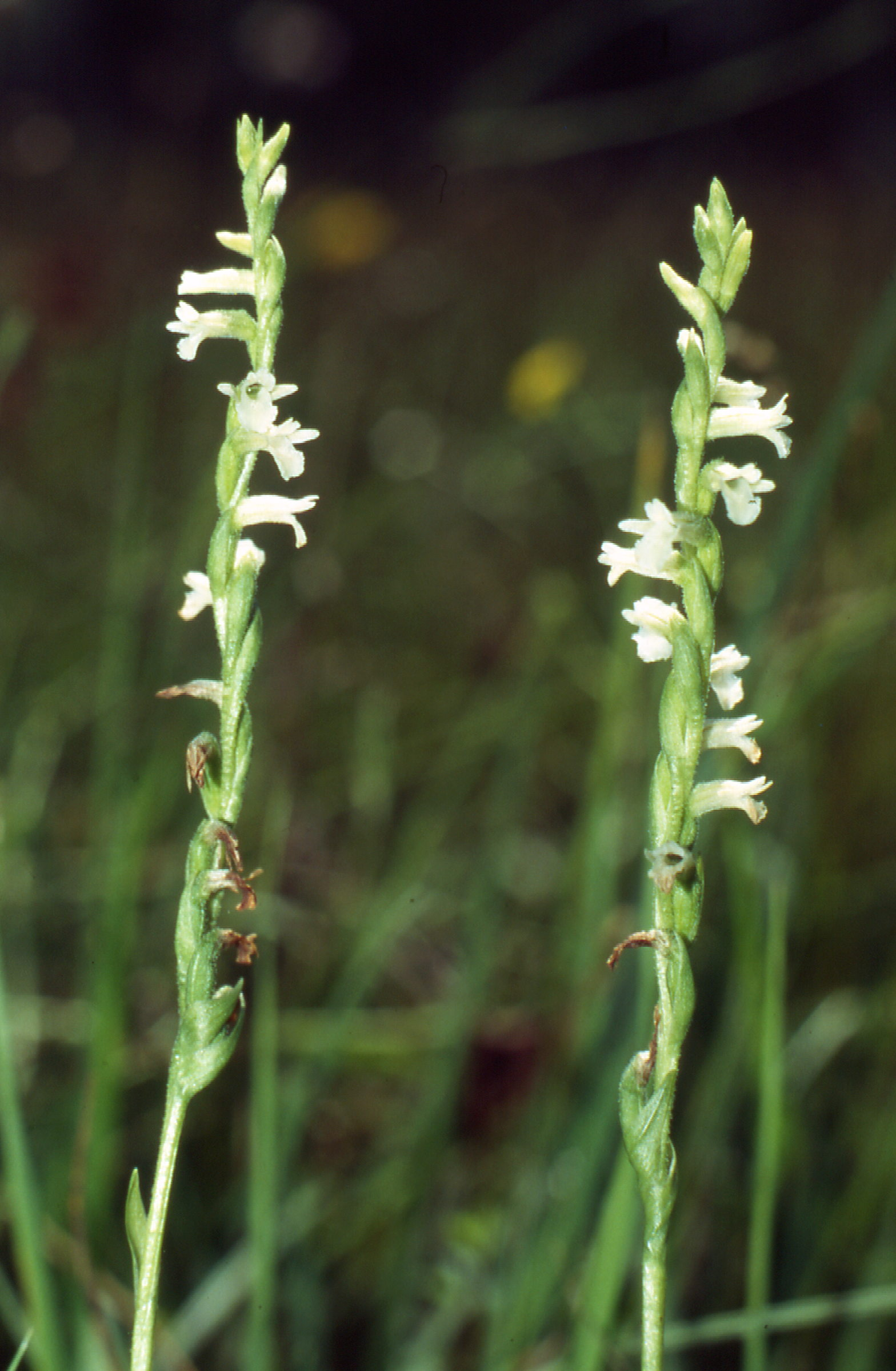
Zomerschroeforchis (Spiranthes aestivalis) (Berchtesgaden)
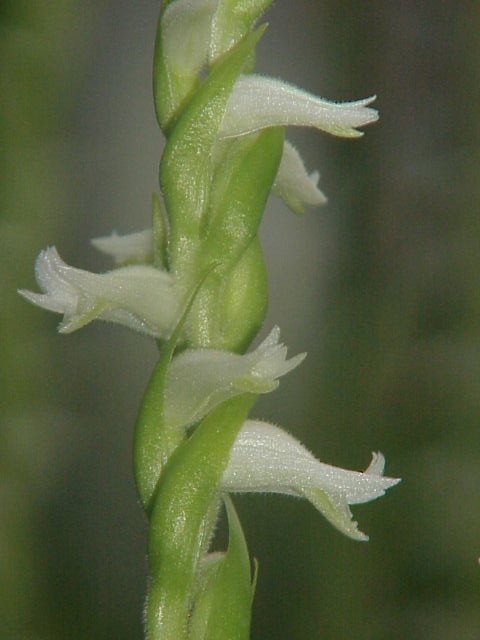
Spiranthes cernua
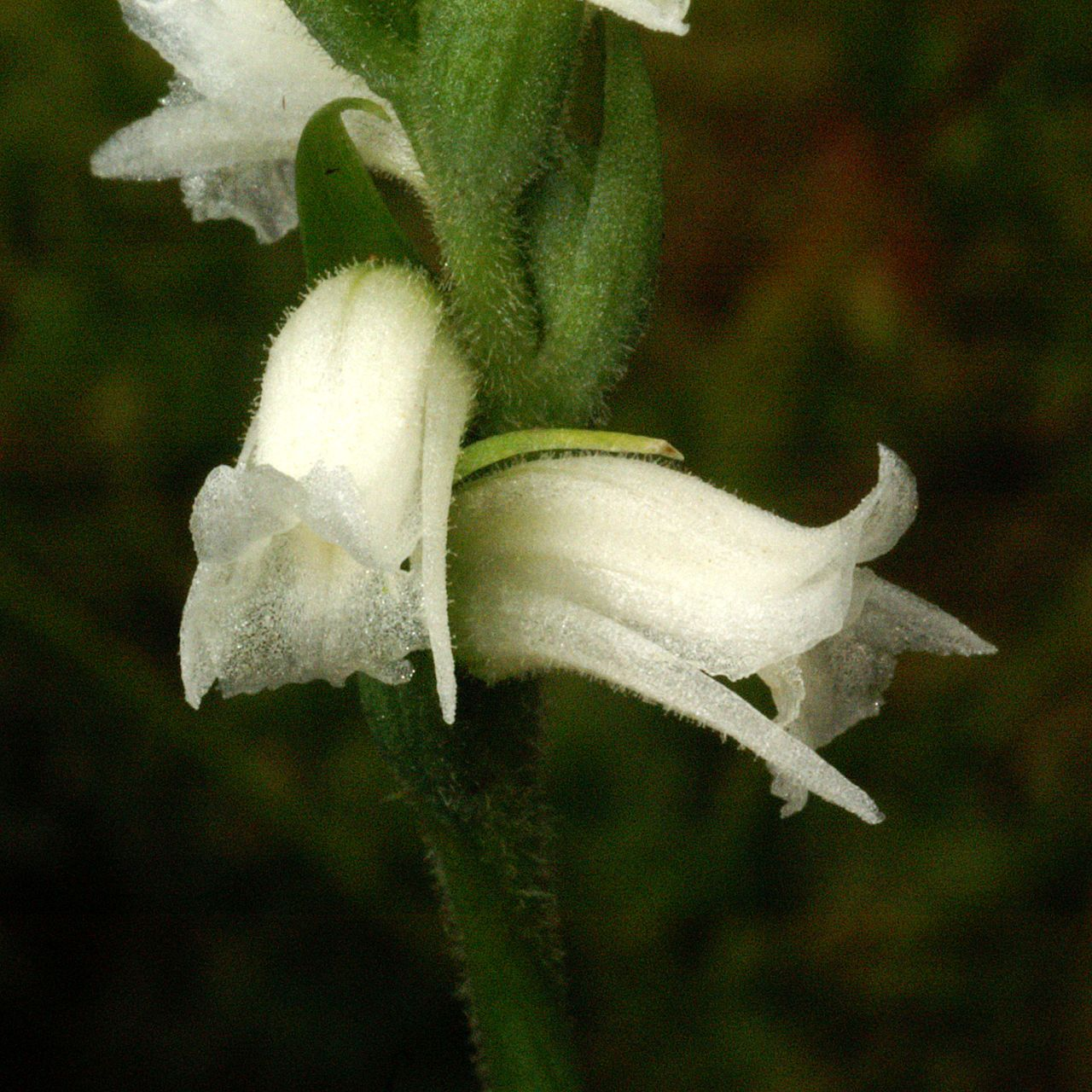
Spiranthes ochroleuca
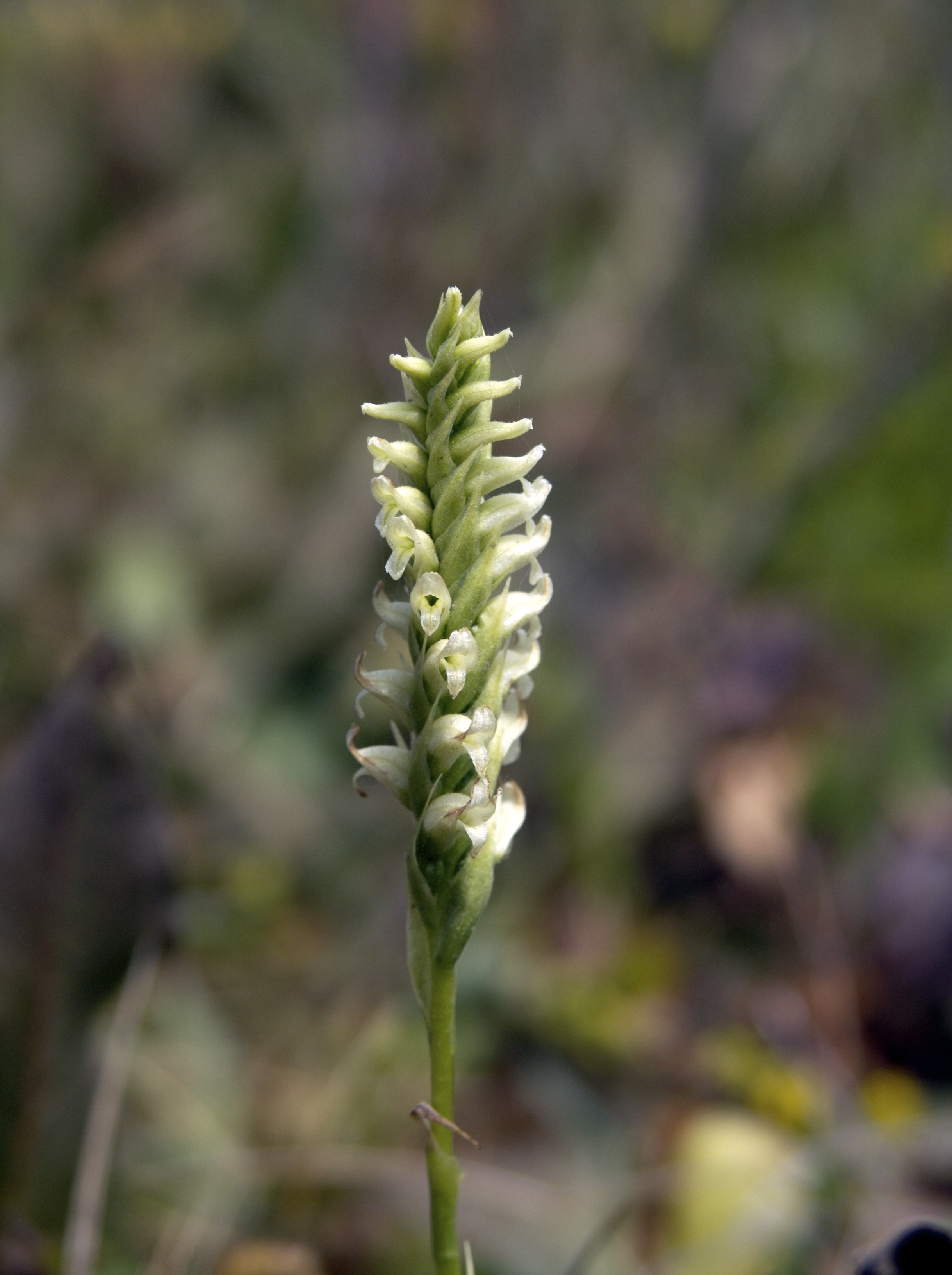
Spiranthes romanzoffiana
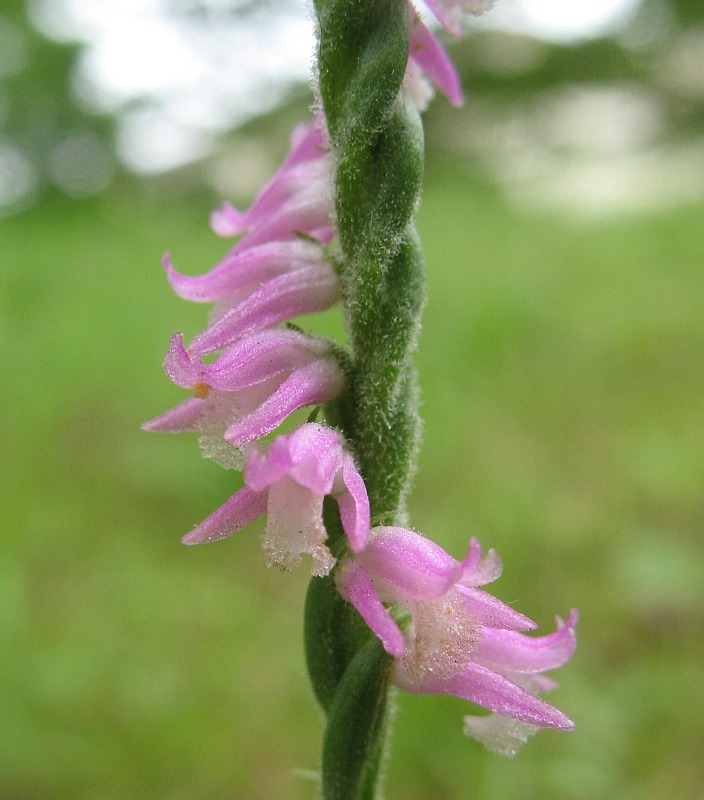
Spiranthes sinensis Tokio
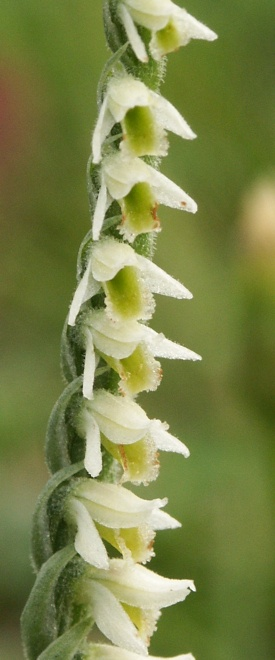
Herfstschroeforchis (Spiranthes spiralis)